# Associazione Calcio Rhodense 1980-1981
Questa voce raccoglie le informazioni riguardanti l'Associazione Calcio Rhodense nelle competizioni ufficiali della stagione 1980-1981.

## Rosa
| N. |                   | Ruolo | Calciatore          |
| -- | ----------------- | ----- | ------------------- |
|    | Italia (bandiera) | A     | Marco Andreoli      |
|    | Italia (bandiera) | A     | Sergio Angiolillo   |
|    | Italia (bandiera) | D     | Roberto Bellio      |
|    | Italia (bandiera) | C     | Alberto Borsani     |
|    | Italia (bandiera) | D     | Vittorio Camboni    |
|    | Italia (bandiera) | C     | Paolo Cassaghi      |
|    | Italia (bandiera) | C     | Silvano Diligenti   |
|    | Italia (bandiera) | A     | Patrizio Di Stefano |
|    | Italia (bandiera) | C     | Ennio Fiaschi       |
|    | Italia (bandiera) | A     | Lorenzo Garavaglia  |

| N. |                   | Ruolo | Calciatore          |
| -- | ----------------- | ----- | ------------------- |
|    | Italia (bandiera) | D     | Luca Giorgi         |
|    | Italia (bandiera) | C     | Maurizio Grosselli  |
|    | Italia (bandiera) | D     | Stefano Maccoppi    |
|    | Italia (bandiera) | C     | Luciano Magni       |
|    | Italia (bandiera) | C     | Costante Mastroluca |
|    | Italia (bandiera) | P     | Antonello Sartorel  |
|    | Italia (bandiera) | P     | Ottavio Strano      |
|    | Italia (bandiera) | D     | Daniele Venturin    |
|    | Italia (bandiera) | A     | Carlo Zerbi         |